# Punctelia colombiana
Punctelia colombiana är en lavart som beskrevs av Sérus. Punctelia colombiana ingår i släktet Punctelia och familjen Parmeliaceae.   Inga underarter finns listade i Catalogue of Life.